# Estación de Volpelleres
Volpelleres (Vullpalleres en el proyecto constructivo) es una estación de ferrocarril suburbano de la línea Barcelona-Vallés de FGC. Se sitúa en el barrio de Volpelleres de San Cugat del Vallés.
Se inauguró el 5 de junio del 2010 con la previsión de que dé servicio a unos 850 000 pasajeros cada año. La inversión ha sido de unos 23,3 millones de euros, financiados con el excedente de la empresa pública de peajes Tabasa, que ha incluido la construcción de un aparcamiento enlace para 173 vehículos. Es la primera estación que se inaugura en la línea después de la construcción en los años 1980 los apeaderos de Hospital General y Universidad Autónoma. La estación tuvo en 2018 un número de 904 507 usuarios.

## Situación ferroviaria
Está ubicada en el punto kilométrico 1,5 de la línea de ancho internacional del ramal de Sant Cugat a Sabadell. El tramo es de vía doble y está electrificado.

## Historia
No forma parte de las estaciones originales de la línea. Las obras del trazado San Cugat- Sabadell corrieron a cargo de la Compañía de los Ferrocarriles de Cataluña (FCC), constituida por Frederick Stark Pearson, que en 1912 había integrado a su predecesora, la Compañía del Ferrocarril Sarriá a Barcelona (FSB). Ésta a su vez adquirió a la que dio origen a la línea del Vallés, la Compañía del Ferrocarril de Barcelona a Sarriá (FBS), debido a la acumulación de deudas de esta última, en 1874.
En 1936, con el estallido de la Guerra Civil, la línea pasó a manos de colectivizaciones de obreros que se hicieron cargo de la infraestructura y la gestión de la línea. En 1939 fueron devueltas a sus propietarios antes de las colectivizaciones.
Cabe destacar que en 1941, con la nacionalización del ferrocarril en España, FCC, FSB y sus infraestructuras no pasaron a ser gestionadas por RENFE, debido a que la línea no era de ancho ibérico.
La Compañía del Ferrocarril de Sarriá a Barcelona (FSB), a partir de la década de 1970, empezó a sufrir problemas financieros debido a la inflación, el aumento de los gastos de explotación y tarifas obligadas sin ninguna compensación. En 1977 después de pedir subvenciones a diferentes instituciones, solicitó el rescate de la concesión de las líneas urbanas pero el Ayuntamiento de Barcelona denegó la petición y el 23 de mayo de 1977 se anunció la clausura de la red a partir del 20 de junio. El Gobierno evitó el cierre de la red de FSB otorgando por Real decreto la explotación y las líneas a Ferrocarriles de Vía Estrecha (FEVE) el 17 de junio de 1977, de forma provisional, mientras el Ministerio de Obras Públicas del Gobierno de España, la Diputación de Barcelona, la Corporación Metropolitana de Barcelona y la Ayuntamiento de Barcelona estudiaban el régimen de explotación de esta red. Debido a la indefinición se produjo una degradación del material e instalaciones, que en algún momento determinaron la paralización de la explotación.
Con la instauración de la Generalidad de Cataluña, el Gobierno de España traspasó a la Generalidad la gestión de las líneas explotadas por FEVE en Cataluña, gestionando así los Ferrocarriles de Cataluña a través del Departamento de Política Territorial y Obras Públicas (DPTOP) hasta que se creó en 1979 la empresa Ferrocarriles de la Generalidad de Cataluña (FGC), la cual integraba el 7 de noviembre de 1979 a su red estos ferrocarriles con la denominación Línea Cataluña y Sarriá.
Por último, la estación fue inaugurada por el presidente de la Generalidad, José Montilla Aguilera, el 5 de junio de 2010, sobre el tramo abierto al tráfico en el primer cuarto del siglo XX. La estación se ha financiado parcialmente a través de los beneficios obtenidos de los peajes de los túneles de Vallvidrera por la empresa Tabasa.

## La estación
Se encuentra en superficie, en el barrio de Volpelleres del municipio de San Cugat del Vallés y cuenta con las dos vías generales con andenes laterales de 120 metros de largo y 5 metros de ancho. Los andenes están cubiertos por marquesinas metálicas en gran parte de su longitud. La estación cuenta con dos edificios independientes de pasajeros de una sola planta, uno por cada andén. El andén de la vía 1 es el más cercano al largo enlace con la estación de Sant Cugat-Coll Favà  (730 metros a pie) y tiene una superficie de 453 m². Tiene acceso casi plano desde la calle Alfonso de Aragón y cuenta con un vestíbulo con máquinas automáticas de venta de billetes y barreras de control de accesos. Desde el edificio de la vía 1 también se encuentra el pasaje inferior que conecta con el otro y el otro edificio por medio de ascensores y escaleras, tanto mecánicas como fijas. El edificio en el andén de la vía 2 es similar al otro con 598 m², también tiene dos máquinas automáticas de venta de billetes y control de accesos y salida. A diferencia del otro edificio, el acceso desde la Plaza de la Vinya se realiza con escaleras fijas y una rampa situada en el interior del propio edificio. Además, en el edificio del andén 2 hay una sala de espera y un aseo de limpieza automatizado. Tanto en la Plaza de la Vinya como en la calle Alfonso de Aragón se puede hacer correspondencia con los autobuses urbanos de San Cugat. En el lado oeste de la estación, se ha construido un aparcamiento de enlace, con una capacidad de 173 plazas para coches (5 para personas con movilidad reducida), así como 9 plazas para motos y 10 bicicletas. El aparcamiento dispone de un punto de recarga para vehículos eléctricos y vigilancia con personal. Posteriormente, cuando la demanda lo requiera, está previsto construir un aparcamiento de segundo enlace en el lado este de la estación, más cerca de la estación de cercanías de Sant Cugat, con más de 250 plazas.

## Servicios ferroviarios
El horario de la estación se puede descargar en el siguiente enlace. El plano de las líneas del Vallés en este enlace. El plano integrado de la red ferroviaria de Barcelona puede descargarse en este enlace.
| << cabecera                   | < estación       | línea | estación > | cabecera >>               |
| ----------------------------- | ---------------- | ----- | ---------- | ------------------------- |
| Línea Barcelona-Vallés de FGC |                  |       |            |                           |
| Barcelona-Plaza de Cataluña   | San Cugat Centro |       | San Juan   | Sabadell-Parque del Norte |